# 謊言對決
是一部2008年的美國間諜電影，由列尼·史葛導演和監製。主演是里安納度·狄卡比奧、羅素·高爾和馬克·史壯。本片的舞台設在了中東，描述了美國和約旦之間情報工作者之間的關係以及美國和中東文明的衝突。
威廉·莫納罕編劇，改編自大衛·伊格納茲的同名小說《Body of Lies》。

## 剧情
罗杰·费瑞斯是美国情报机关内最顶尖的特务，是一位高度精密、独来独往的专业特務。但他也是一位没有自己身份的人，他把生命交托予秘密电话线上另一端的幕后策划者。
美国中情局资深成员爱德·霍夫曼，在市郊住所睡房的手提电脑上指挥大局，控制费瑞斯任何时间的一举一动。与此同时，恐怖组织领袖正密谋避过最精密的情报网，发动一次全球性的炸弹袭击。
为了引出恐怖组织领袖，费瑞斯将要闯进地下黑势力王国，打倒恐怖份子，并与约旦特种部队结盟。他将会为今次任务远赴伊拉克、约旦、华盛顿和杜拜，但就在他越来越接近目标人物的时候，他发现幕后竟然是敌我难分，一直信任的盟友竟变成最危险的敌人。

## 演員
- 里安納度·狄卡比奧 飾 美國中央情報局特別活動中心特別探員Roger Ferris
- 羅素·高爾 飾 Ed Hoffman
- 馬克·史壯 飾 GID約旦情報局局長Hani Salaam
- 格什菲·法拉哈尼 飾 Aisha
- 奧斯卡·伊薩克 飾 Bassam
- 阿里·蘇利曼 飾 Omar Sadiki
- 艾隆·艾巴特巴爾（英语：Alon Abutbul） 飾 Al-Saleem
- 文斯·科洛斯莫 飾 Skip
- 賽門·麥克伯尼 飾 Garland
- 梅迪·內布（英语：Mehdi Nebbou） 飾 Nizar
- 麥克·加斯頓（英语：Michael Gaston） 飾 Holiday
- Kais Nashef（英语：Kais Nashef） 飾 Mustafa Karami
- Jamil Khoury 飾 Marwan Se-Kia
- 魯比娜·艾茲巴爾（英语：Lubna Azabal） 飾 Cala
- Ghali Benlafkih與Youssef Srondy 飾 Rowley與Yousef
- Ali Khalil 飾 Zayed Ibishi

## 外部連結
- 豆瓣电影上《謊言對決》的資料 （简体中文）
- 互联网电影数据库（IMDb）上《Body of Lies》的资料（英文）
- Metacritic上《Body of Lies》的資料（英文）